# Simon Tischer
Simon Tischer (Schwäbisch Gmünd, 24 aprile 1982) è un pallavolista tedesco.

## Palmarès

### Club
- Campionato tedesco: 1

2014-15
- Coppa di Germania: 2

2014-15, 2016-17
- Supercoppa tedesca: 2

2016, 2017